# XII Alfonso
XII Alfonso of Douze Alfonso  is een Franse muziekgroep uit Bordeaux, die sinds 1995 actief is.
De band rondom de gebroeders Claerhout speelt muziek die grotendeels is in te delen bij progressieve rock, maar hun albums zijn niet onder een noemer te vangen. Zo is het album The Last Frontier pure progressieve rock, maar de twee albums gewijd aan het leven van Claude Monet zijn daarvoor te experimenteel. De band zegt zelf beïnvloed te zijn door muziek van Mike Oldfield, maar dat geldt voornamelijk voor de vroege albums, waarbij ook de muzikale invloeden van Camel hoorbaar waren. XII Alfonso nodigt regelmatig gasten uit om mee te spelen op hun albums en concerten. Mickey Simmonds, leden van Minimum Vital en Ian Bairnson (van Pilot) speelden al eens mee. De serie over Claude Monet is aangekondigd als trilogie, maar er zijn slechts twee delen uitgebracht.  

## Discografie
- 1993: Costa Brava Coast
- 1996: The Last Frontier
- 1997: Northumberland (video)
- 1998: Baja Prog (live 1998 met andere artiesten)
- 1999: Crescendo (video met Minimum Vital)
- 1999: Odysées
- 2001: This is (livealbum)
- 2001: Claude Monet Volume 1
- 2001: El Canto de las Piedras
- 2003: Claude Monet Volume 2
- 2009: Under
- 2012: Charles Darwin